# Пролив Надежды
Пролив Надежды — пролив в Тихом океане, между Курильскими островами, отделяет остров Матуа от острова Расшуа. Соединяет Охотское море и Тихий океан.
Длина около 15 км. Минимальная ширина 29 км. Максимальная глубина свыше 500 м. Берег обрывистый, гористый.

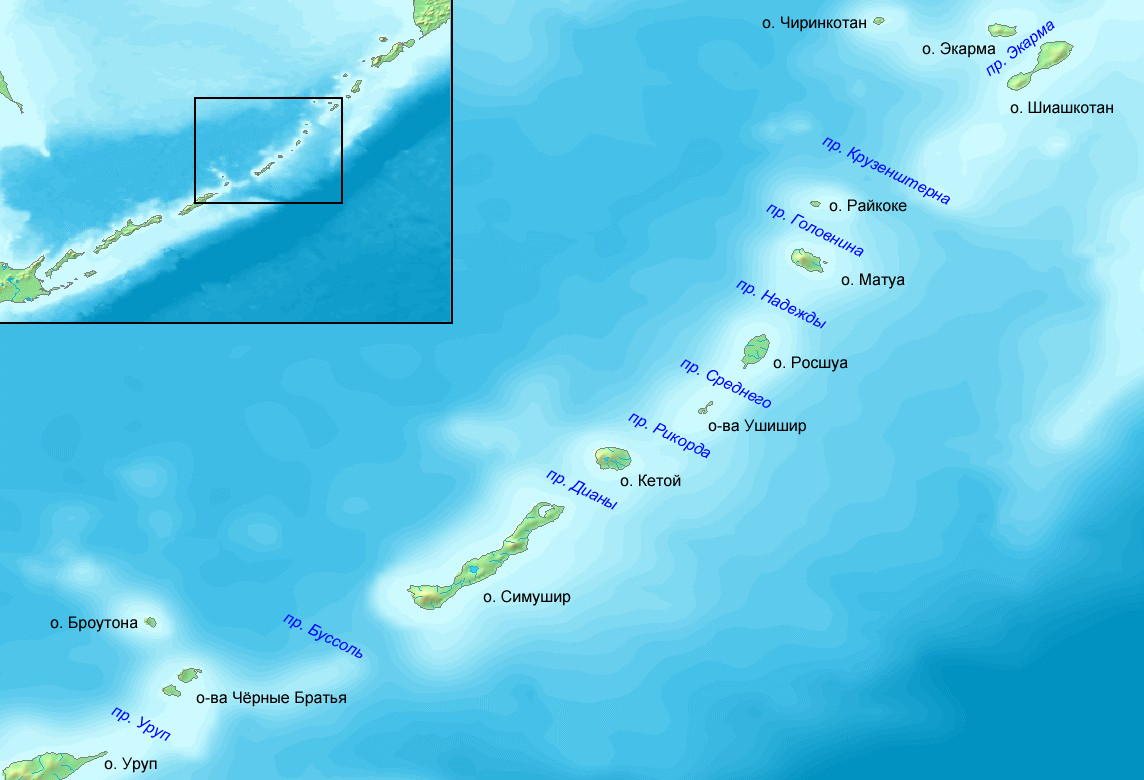
Карта расположения пролива Надежды

В проливе выделяются мысы Северный (Расшуа) и Пологий (Матуа). В пролив впадает много ручьёв. На побережьях пролива много подводных и надводных камней. В северной части пролива расположена бухта Айну (вдается в остров Матуа).
Средняя величина прилива по берегам пролива 1,0 м.
Пролив назван в честь шлюпа «Надежда», на котором И. Ф. Крузенштерн проходил этот пролив в 1805 году.
Берега пролива не заселены. Пролив находится в акватории Сахалинской области.

## См.также
- Курильские проливы